# Danijel Vrhovšek
Danijel Vrhovšek, slovenski plavalec, biolog in limnolog * 8. september 1943 (po ES 1945), Celje.
Vrhovšek je za Socialistično federativno republiko Jugoslavijo nastopil na Poletnih olimpijskih igrah 1968 v Ciudad de Méxicu, kjer je dosegel 14. mesto v disciplini 100 metrov hrbtno in se uvrstil v polfinale. Kot vrhunski plavalec je bil uspešen zlasti v hrbtnem slogu, bil je večletni državni prvak in rekorder.
Diplomiral je 1971, doktoriral 1978 na Biotehniški fakulteti UL, kjer je bil od 1973 zaposlen, 1986 kot izredni profesor, nato od 1990 inovator v svobodnem poklicu in od 1994 zasebni raziskovalec v podjetju Limnos, ki ga je sam ustanovil. Deluje predvsem na področju varstva okolja, njegovo ožje raziskovalno področje so alge v celinskih vodah in evtrofizacija. Prvi v Sloveniji se je začal ukvarjati z rastlinskimi čistilnimi napravami, pri katerih je s sodelavci pridobil 2 patenta in 1 patentno prijavo. V domačih in tujih znanstvenih revijah je objavil večje število znanstvenih člankov, 2 univerzitetna učbenika in 2 monografiji (Sladkovodne alge: ali jih poznamo?, soavtor, 1985; Limnološke raziskave zajezitvenih pregrad v okolici Celja, soavtor, 1979). Ekoremediacija za učinkovito varovanje okolja, soavtor, 2006; Monografija sladkovodnih in kopenskih alg v Sloveniji, soavtor, 2006).